# Bei
Bei ou Begue (em turco otomano: بك; romaniz.: beğ; em árabe: بك; romaniz.: bek; em persa: بگ; romaniz.: beg ou beyg) é um título nobiliárquico turco adoptado por diferentes governantes dentro dos territórios dos antigos Império Seljúcida e do Império Otomano. Foi também o título dos monarcas da Tunísia. Originalmente era o título atribuído ao chefe de clã turcomano — geralmente fiel a um determinado sultão. Um beilhique era um território governado por um bei.

## Beis do Império Otomano
O próprio Império otomano começou como um beilhique do Sultão de Rum. Os primeiros monarcas otomanos, Osmã I, Orcano I e Murade I, usaram o título de bei até 1383, quando Murade, finalmente, reclamou o título de sultão. 
No Império Otomano, o título de bei passou a designar os governadores das províncias, que em várias ocasiões chegaram quase a se tornarem independentes de Istambul, como por exemplo, os de Bursa e de Edirne antes de 1453, ou Iskander Bei, na Albânia, em 1443. Os beis tinham, no entanto, as suas próprias bandeiras.

## Beis da Tunísia
Em 1705 o soberano da Tunísia adoptou também o título de "bei de Túnis". A Tunísia foi então governada por beis vassalos do sultão de Istambul até 1881, quando o país foi conquistado pela França.

## Os "begs" da Albânia
Em alguns concelhos/municípios/municipalidades da Albânia onde ainda se registra a influência do domínio otomano, denominam-se beg os alcaides (Presidentes da Câmara).

## Bei como título honorífico
Bei tem também um carácter honorífico. Já na época otomana utilizava-se, às vezes, como tratamento similar a sir na Grã-Bretanha. 
Após a proclamação da república na Turquia (1922), democratizou-se o uso da palavra, que passou a significar senhor, susceptível a aplicar-se a qualquer pessoa num contexto formal.

## Uso regional na ilha de Santa Maria (Açores)
A expressão "bei" é tradicionalmente utilizada pelos habitantes da ilha de Santa Maria, no arquipélago dos Açores, no sentido de interjeição de exclamação, espanto, surpresa. Adicionalmente, entre as lendas locais, registra-se a "Lenda do Pirata Bei". Os estudiosos justificam ambas como uma recordação dos assaltos de piratas da Barbária, frequentes no passado da ilha, que saqueavam e incendiavam as povoações, capturando os naturais para vendê-los como escravos no Norte de África.